# Gales Creek, Oregon
Gales Creek là một cộng đồng chưa hợp nhất trong quận Washington, Oregon, Hoa Kỳ, nằm trên Xa lộ Oregon 8 và nằm phía tây bắc Forest Grove dưới chân đồi của Dãy núi Duyên hải Oregon.

## Lịch sử
Cộng đồng này cùng chia sẻ cái tên với một dòng suối là một nhánh của Sông Tualatin, được đặt tên theo tên của Joseph Gale, một người tiên phong đã định cư trong khu vực này. Địa phương này đôi khi được gọi là Gales City. Bưu điện Gales Creek được thiết lập năm 1874. Trong thế kỷ 19, thị trấn này là nơi dừng chân cuối cùng của các chiến xe kéo trên đường đến Tillamook. Trung tiểu học Gales Creek được xây năm 1859 và được Khu học chánh Forest Grove phục vụ.